# Gelsemiaceae
Gelsemiaceae – rodzina roślin okrytonasiennych z rzędu goryczkowców. Obejmuje dwa rodzaje z 11–12 gatunkami występującymi w strefie tropikalnej. Większość występuje w wilgotnym lesie równikowym, niektóre w innych lasach i zbiorowiskach trawiastych sięgając do wysokości 2000 m n.p.m. Rośliny z rodzaju Gelsemium są uprawiane jako ozdobne z powodu efektownych, dzwonkowatych, żółtych lub białych kwiatów. Korzenie północnoamerykańskiego G. sempervirens zawierają alkaloidy (gelsemina i gelsemycyna) stosowane do leczenia grypy i nerwobóli. Z kolei korzenie azjatyckiego G. elegans wykorzystywane były jako trucizna. Także stosowane jako lecznicze rośliny przy większych dawkach mają właściwości toksyczne.

## Rozmieszczenie geograficzne
Jeden gatunek z rodzaju Gelsemium (G. elegans) występuje w Azji południowo-wschodniej, a pozostałe gatunki w Ameryce Północnej na obszarze od południowej części Stanów Zjednoczonych po Gwatemalę. Z kolei zasięg większości gatunków z rodzaju Mostuea obejmuje Afrykę, a dwóch równikową część Ameryki Południowej.

## Morfologia

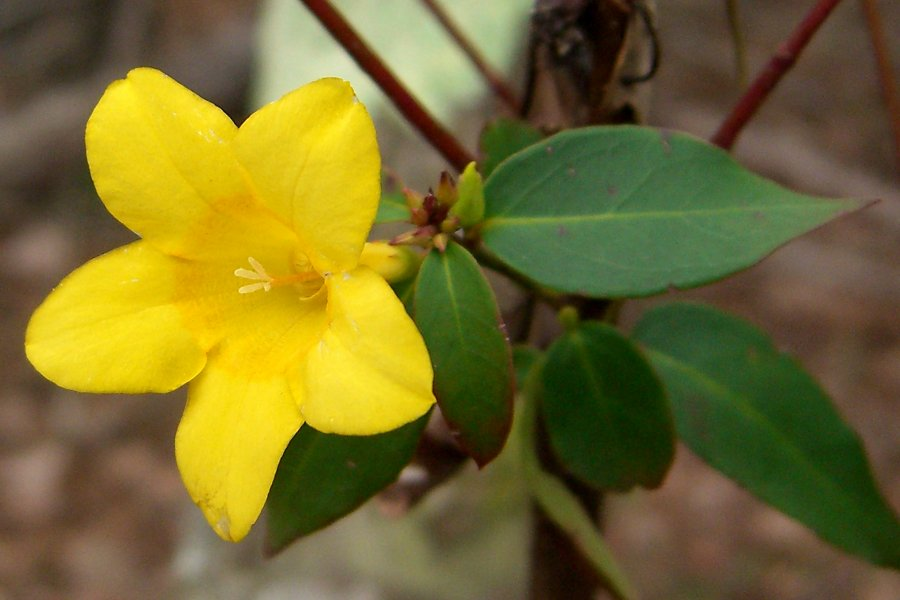
Gelsemium rankinii

PokrójPnącza o pędach zwisających (Gelsemium) i silnie rozgałęzione krzewy i niskie drzewa do 7 m wysokości (Mostuea).
LiścieKrótkoogonkowe, naprzeciwległe, o blaszce całobrzegiej, lancetowatej do szerokojajowatej. U większości gatunków z długim, zaostrzonym końcem i tylko u niektórych gatunków Mostuea krótko zaostrzonym lub tępym.
KwiatyWyrastają z kątów liści pojedynczo lub skupione po kilka w wierzchotkach. Rzadko (G. elegans) kwiaty zebrane są bujne, szczytowe wiechy. Kwiaty są promieniste lub niemal promieniste, 5-krotne. Działki kielicha są drobne i u niektórych gatunków zrośnięte u nasady. Korona kwiatowa jest lejkowata, z ząbkami zaokrąglonymi. Korona jest żółtej barwy u roślin z rodzaju Gelsemium oraz białe, różowawe do pomarańczowego u Mostuea. Pręciki są przyrośnięte do płatków u ich nasady. Zalążnia jest górna, zbudowana z dwóch owocolistków i dwukomorowa, z licznymi zalążkami. Słupek na szczycie rozwidlony.
OwoceTorebki, jajowate u Gelsemium i spłaszczone u Mostuea.

## Systematyka
Pozycja systematyczna według APweb (aktualizowany system APG IV z 2016)
Jeden z kladów w obrębie rzędu goryczkowców (Gentianales) z grupy astrowych spośród roślin okrytonasiennych. Stanowi grupę siostrzaną względem rodziny loganiowatych, do której dawniej rośliny z rodziny Gelsemiaceae były zaliczane (jako plemię Gelsemieae). Dla obu tych rodzin siostrzanymi są rodziny toinowatych i goryczkowatych.
|  | Gelsemiaceae            |
|  |                         |
|  | loganiowate Loganiaceae |
|  |                         |

|  | goryczkowate Gentianaceae |
|  |                           |
|  | toinowate Apocynaceae     |
|  |                           |

|  | Gelsemiaceae            |
|  |                         |
|  | loganiowate Loganiaceae |
|  |                         |

|  | goryczkowate Gentianaceae |
|  |                           |
|  | toinowate Apocynaceae     |
|  |                           |

|  | Gelsemiaceae            |
|  |                         |
|  | loganiowate Loganiaceae |
|  |                         |

|  | goryczkowate Gentianaceae |
|  |                           |
|  | toinowate Apocynaceae     |
|  |                           |

|  | Gelsemiaceae            |
|  |                         |
|  | loganiowate Loganiaceae |
|  |                         |

|  | goryczkowate Gentianaceae |
|  |                           |
|  | toinowate Apocynaceae     |
|  |                           |

Podział rodziny
- Gelsemium Jussieu
- Mostuea Didr.
- Pteleocarpa Oliv.